# 풍래군
풍래군 이번(豊萊君 李瀿, 1593년 ∼ 1647년)은 조선중기의 왕족으로 덕흥대원군의 증손이며, 종실 당은군 이인령의 4남이다. 영국원종공신에 책록되었다.

## 생애
조선중기의 왕족으로 본관은 전주, 휘는 번(瀿), 자는 경담(景淡)이다. 덕흥대원군(德興大院君)의 증손이며, 선조의 백형 하원군(河原君)의 손자이다. 아버지는 종실 당은군 이인령(唐恩君 李引齡)이며, 어머니는 풍양군부인 조씨(豊壤郡夫人 趙氏)이다.
부인은 현령 증 참찬 안동인 김광위(金光煒)의 딸로 군부인 김씨이다.
당은군의 4남으로 1593년(선조 26) 1월 13일 한성 서부 인달방 도정궁(都正宮)에서 탄생하였다. 처음 양천부정(楊川副正)에 봉작되고, 광해군이 대원군묘(大院君廟, 덕흥궁)에 친제할 때 집사로 봉무하고, 명선대부로 가자되었다.
1622년(광해 14) 유학(幼學) 안홍지(安弘止)의 거짓 고변으로 무고를 당하고 옥에 하옥되었다가 인조가 즉위 후에 곧 풀려났다. 유학 안홍지는 사형되었으며, 그리고 인조가 사친을 추봉하여 원종으로 하고, 종묘에 봉안하고 공고제를 지낼 때 집사로 봉무하였으며, 정의대부 풍래군(豊萊君)에 봉작되었다.
1635년(인조 13) 인렬왕후 한씨가 산후병으로 승하하여 혼전제관으로 대장례를 맡치고, 중의대부에 가자되었다.
1636년(인조 14) 병자호란이 일어나 인조가 남한산성으로 몽진할 때 어가를 호종하였으며, 공로로 승헌대부 겸 오위도총부 도총관에 제수되었다.
1644년(인조 22) 영국원종공신(寧國原從功臣)에 훈록되고, 현록대부에 가자되었다.
1647년(인조 25) 10월 13일 향년 55세로 별세하였다. 인조가 소식을 듣고 부의를 넉넉히 내리시고, 치제하게 하고 장남 이준한(李俊漢)은 영국원종공신으로 책록되고 현록대부에 가자되었다. 이해 겨울에 과천현 남쪽 화산에 예장하였다가 그 후 을묘년 수원 이목동으로 이장하였다. 경진년 8월 24일 광주부 왕윤 오마동 을좌신향으로 이장하였다가 다시 1939년 전남 장성군 북일면 성산리 누태부락 후록 자좌로 이장하였다.
군은 평일에 독서를 좋아하고, 특히 필법이 정연하여 직접 쓴 경전 10여권과 고시 1부를 제자와 여러 아들들에게 물려주기도 하였다.

## 가족관계
- 아버지 : 당은군 이인령(唐恩君 李引齡, 1562년 - 1615년), 도정궁 사손.
- 어머니(계모) : 밀양군부인 박씨(密陽郡夫人 朴氏, 1562년 - 1588년), 밀양인(密陽人) 판서(判書) 박계현(朴啓賢)의 3녀.
- 어머니(생모) : 풍양군부인 조씨(豊壤郡夫人 趙氏, 1571년 - 1629년), 풍양인(豊壤人) 현령(縣令) 조희철(趙希轍)의 딸.
- 부인 : 군부인 김씨(郡夫人 金氏, 1593년-1670년), 현령 증 참찬 안동인 김광위(金光煒)의 딸.
  - 장남 : 이준한(李俊漢, 1621년 - 1674년), 영국원종공신.
  - 2남 : 이인한(李仁漢, 1627년 - 1684년)
  - 3남 : 이신한(李信漢, 1638년 - 1656년)
  - 4남 : 이의한(李儀漢, 1646년 - 1699년)
  - 장녀 : 군수 덕수인 이희준(李喜俊)에게 출가.
  - 2녀 : 부사 능성인 구문제(具文濟)에게 출가.
  - 3녀 : 찰방 청주인 한태유(韓泰兪)에게 출가.
  - 4녀 : 군수 한산인 이서우(李瑞雨)에게 출가.